# Withania frutescens
Withania frutescens là loài thực vật có hoa trong họ Cà. Loài này được (L.) Pauquy miêu tả khoa học đầu tiên năm 1825.